# Isole Jam
Le isole Jam o Jamskie (in russo Ямские острова?) sono un piccolo arcipelago russo che si trova nella parte sud-occidentale del golfo di Šelichov, a sud-est del golfo della Jama, e a soli 10 km a est della penisola P'jagina (полуострова Пьягина), nel mare di Ochotsk, nell'Estremo Oriente russo. Appartengono amministrativamente all'Ol'skij rajon, dell'oblast' di Magadan.
Le isole, così come la costa della penisola P'jagina, hanno ripide scogliere, ai piedi delle quali ci sono piccole spiagge di sassi. Le Jamskie fanno parte della Riserva naturale di Magadan, candidata alla lista del Patrimonio dell'Umanità.

## Le isole
L'arcipelago è composto dalle seguenti 6 isole:
- Matykil' (Остров Матыкиль), l'isola principale, lunga 6 km e larga 2,2 km, con una superficie di 8,7 km². Il suo punto più alto raggiunge i 700 m.
- Atykan (Остров Атыкан), isoletta di forma triangolare, a sud di Matykil'; ha un'altezza massima di 384 m.
- Baram (Остров Баран), piccola isola, a sud-est di capo P'jagina. Raggiunge i 193 m di altezza.
- Katemal'ju (Остров  Катемалью), piccolo isolotto a est di Baram, tra quest'ultima e la terraferma. Si trova a nord-est di capo Tolstoj.
- Isole Kokonce (Остров Коконце), 2 piccole isole a sud-ovest della punta occidentale di Matykil'.

## Fauna
L'arcipelago è sede di una delle più grandi colonie di uccelli marini del Pacifico settentrionale, la popolazione totale è di oltre 10 milioni di individui. Sono presenti diversi tipi di alcidi (uria comune, uria di Brünnich, uria dagli occhiali, alca minima, alca minore pappagallo, alca minore crestata, fratercula dai ciuffi e fratercula dal corno), gabbiani (tra i quali il gabbiano tridattilo), cormorani e fulmari. La colonia del fulmaro delle Jam, che qui nidifica e conta circa 1.000.000 di individui, è la più significativa dell'Estremo Oriente.
Sulla più grande delle isole Jam, l'isola Matykil', c'è una colonia di leoni marini di Steller. Le acque e le zone costiere vicine alla penisola di Koni e P'jagina sono popolate da 3 tipi di foche: foca maculata, foca dagli anelli e foca barbata; da otarie e cetacei.